# Paravargula maculosa
Paravargula maculosa is een mosselkreeftjessoort uit de familie van de Cypridinidae. De wetenschappelijke naam van de soort is voor het eerst geldig gepubliceerd in 2005 door Yamada & Hiruta.